# Ulla Håkanson
Ulla Margareta Mileva Håkanson, född 9 november 1937, är en svensk dressyrryttarinna.
Ulla Håkanson vann tolv SM-guld mellan 1970 och 1999 och tog två EM-guld med svenska landslaget 1971 och 1997. 1971 tilldelades hon Svensk Ridsports Hederstecken.

## Biografi
Ulla Håkanson föddes 9 november 1937 och redan i ung ålder började hon rida. Hon satt på sin pappas häst som ettåring och kunde rida före skolåldern. Som tioåring fick hon och systern dela på sin första ponny. I början av karriären tävlade Håkansson i banhoppning och vann två silver i SM 1966 och 1967. Efter att hästen Ajax skadat sig 1967 bytte Håkanson till dressyr, framförallt då Ajax utbildades i dressyr och blev ännu bättre i den tävlingsgrenen än i hoppning. Det är ovanligt att en hopphäst blir en framgångsrik dressyrhäst.
Mellan 1970 och 1999 vann Håkanson tolv SM-guld. Hon red sitt första VM i Aachen 1970 på hästen Ajax där hon slutade på sjätte plats individuellt och tog brons tillsammans med landslaget. Håkanson deltog i fyra Olympiska spel och vann två brons tillsammans med det svenska landslaget, 1972 i München samt 1984 i Los Angeles. 
I början av 2000-talet har Håkanson främst tävlat på lokal nivå, på grund av det diskbråck som drabbade henne under början av 2000-talet och arbetade istället som tränare för unga dressyrryttare. Hon har även gett ut en bok Ajax och jag (1987) om hästen som hon vann flest tävlingar med under sin karriär. 2005 startade Håkanson även en fond kallad Ajaxfonden med en vinst på 200 000 kronor som delas ut till framstående ryttare. Kravet var att ryttaren fått avgångsbetyg från gymnasiet, vilket innebär ryttare som ska gå från ponny till stor häst. Fonden ska täcka alla kostnader som träning och uppstallning för hästen.
2010 hade Håkanson tävlat i 60 år, berättar Helsingborgs dagblad 2010.
2017 tävlade Ulla Håkanson, då 79 år, i Nations Cup i Falsterbo. Hon hade övervunnit en stroke och diskbråcket besvärade henne men avhöll inte henne från att tävla.
År 2025 gav hon ut sina memoarer Hästarna i mitt hjärta: Ett helt liv i sadeln.

## Meriter

### Medaljer

#### Guld
- SM i Vetlanda 1970
- SM i Strömsholm 1973
- SM i Strömsholm 1974
- SM i Strömsholm 1975
- SM i Strömsholm 1976
- SM i Stockholm 1978
- SM i Norrköping 1979
- SM i Strömsholm 1986
- SM i Falsterbo 1994
- SM i Göteborg 1995
- SM i Strömsholm 1998
- SM i Strömsholm 1999

#### Silver
- SM i Stockholm 1966 (Banhoppning)
- SM i Borås 1967 (Banhoppning)
- SM i Strömsholm 1972
- SM i Strömsholm 1980
- SM i Strömsholm 1984
- SM i Strömsholm 1985
- SM i Flyinge 1996

#### Brons
- OS i München 1972
- OS i Los Angeles 1984
- VM i Rom 1998
- EM i Wolfsburg 1971
- EM i Verden 1997
- SM i Strömsholm 1971
- SM i Stockholm 1981
- SM i Strömsholm 1993
- SM i Strömsholm 1997
- SM i Falsterbo 2002

### Övriga meriter
- Fick Svensk Ridsports Hederstecken år 1971.[8]
- 1988 hedrades Håkanson med en kunglig medalj för sina sportsliga insatser.[5]

## Topphästar
- Ajax (född 1957), fuxfärgat Svenskt halvblod e: Jovial
- Bobby 896 (född 1986), brunt Svenskt halvblod e: Urbino 430
- Alpen Topp (född 1992), fuxfärgat Svenskt halvblod e: Alpen Fürst
- Flyinge Tolstoy 701 (född 1982), skimmelfärgat Svenskt halvblod e: Urbino 430
- Flyinge Flamingo (född 1969), fuxfärgat Svenskt halvblod e: Urbino 430